# Salween
Salween (burmesiska: သံလွင်မြစ်; sam lwang mrac) är en 2 800 km lång flod i Sydostasien. Floden har sin källa i östra Tibet. Floden flyter huvudsakligen söderut genom Yunnan i Kina, genom  östra Myanmar och har sitt utflöde i Martabanviken i Andamansjön. Närmare kusten utgör floden gränsen mellan Burma och Thailand i 130 km.
Avrinningsområdet är 325 000 km² och medelvattenföringen 6 800 m³/s.

## Flodens lopp
Salween, som är en av Asiens längsta floder, rinner från den Tibetanska högplatån till Andamansjön. Källan ligger på 5 450 meters höjd över havet, nära källorna till Mekong och Yangtze.
Trots sin storlek har den ett litet avrinningsområde, och floden rinner genom hela sin längd med bergskedjor eller bergsområden omkring sig. Den är en av ett antal floder som har sina källor i det tibetanska höglandet och som rinner mot sydöst genom i princip parallella floddalar. Irrawaddy, Salween, Mekong och Yangtze rinner under en sträcka (nära Burmas nordgräns) med i princip en flod per dalgång.

## Användning
Salween är en av världens längsta oreglerade floder. Det finns dock planer på att reglera den tidigare oreglerade floden, vars vatten till största delen kommer från smältvatten från Tibets glaciärer.
Längs med Salween bor cirka 7 miljoner människor, bland annat i Shanstaten i östra Burma. Floden är dock bara farbar med båt upp till 90 km från mynningen (och endast under regntiden), vilket har begränsat Salweens användning som transportled.

## Namn
På europeiska språk har Salween blivit mest spridd, med engelskinfluerad stavning från denna tidigare brittiska kronkoloni. En alternativ, mindre vanlig stavning är Thanlwin. Genom att floden passerar genom ett antal språkområden har den dock lokalt fått ett antal olika namn:
- tibetanska: རྒྱལ་མོ་རྔུལ་ཆུ། (rgyal mo rngul chu – Gyalmo Ngulchu)
- kinesiska: 怒江 (Nù Jiāng, 'arg flod'[a])
- burmesiska: သံလွင်မြစ် (sam lwang mrac)
- thailändska: แม่น้ำสาละวิน (Mae Nam Salawin)
- mong: သာန်လာန် (san lon)